# 田仲一成
田仲 一成（たなか いっせい、1932年〈昭和7年〉11月5日 - 2025年〈令和7年〉3月29日）は、日本の中国学者。東京大学東洋文化研究所名誉教授、日本学士院会員、東洋文庫専任研究員。専門は中国演劇。

## 経歴
1932年（昭和7年）、東京府で生まれた。東京大学法学部で学び、1955年（昭和30）に卒業。東京大学大学院人文科学研究科中国文学専攻に進み、1962年（昭和37年）に博士課程を単位取得満期退学。
その後は北海道大学文学部助手に採用された。1968年（昭和43年）、熊本大学法文学部講師となり、後に助教授昇格。1972年（昭和47年）、東京大学東洋文化研究所助教授に転じた。1981年（昭和56年）に同教授昇格。1983年（昭和58年）、学位論文『中国祭祀演劇研究』を東京大学に提出して文学博士号を取得。1993年（平成5年）に東京大学を定年退官し、名誉教授となった。その後は金沢大学文学部教授を務めた。1998年（平成10年）からは桜花学園大学教授として教鞭をとり、また図書館長をつとめた。2000年（平成12年）に桜花学園大学を退職。
2000年（平成12年）、日本学士院会員に選出された。2001年（平成13年）より東洋文庫常務理事・図書部長。2019年に常務理事を退任し、専任研究員となった。
2006年（平成18年）1月10日、講書始の儀において、「中国の神楽について」を題目に進講した。2007年（平成19年）春の叙勲で瑞宝重光章を受章した。
2025年（令和7年）3月29日、死去した。92歳没。死没日付で正四位に叙された。

## 受賞・栄典
- 1971年（昭和46年）：日本中国学会賞を受賞。
- 1993年（平成5年）：恩賜賞・日本学士院賞を受賞。
- 2007年（平成19年）4月19日：瑞宝重光章受章[5]。
- 2025年（令和7年）3月29日：正四位[6]

## 著作
著書
- 『中国祭祀演劇研究』東京大学出版会 1981
- 『中国の宗族と演劇 華南宗族社会における祭祀組織・儀礼および演劇の相関構造』東京大学出版会 1985
- 『中国郷村祭祀研究：地方劇の環境』東京大学東洋文化研究所 1989
- 『中国巫系演劇研究』東京大学出版会 1993
- 『中国演劇史』東京大学出版会 1998
- 『明清の戯曲：江南宗族社会の表象』創文社 2000
- 『中国地方戯曲研究：元明南戯の東南沿海地区への伝播』汲古書院 2006
- 『中国鎮魂演劇研究』東京大学出版会 2016
- 『明代江南戯曲研究』汲古書院 2020
- 『中国演劇史論』知泉書館 2021
- 『東アジア祭祀芸能比較論』知泉書館 2023
- 『中国の秘密結社と演劇』知泉書館 2024
- 『香港粤劇研究：珠江デルタにおける祭祀演劇の伝承』汲古書院 2025